# U.S. Città di Jesolo
La Unione Sportiva Città di Jesolo fue un club de fútbol italiano con sede en la ciudad de Jesolo.
Anteriormente conocido como Smile Lido Jesolo, cambió su nombre a Sandonà Jesolo Calcio Srl en la temporada 2010-2011, trasladándose a San Donà di Piave. En 2013, con el fin del proyecto Sandonà Jesolo, el US Città di Jesolo no se refundó, por lo que el único representante del fútbol de Jesolo sigue siendo el histórico ACD Jesolo, que jugaba en el estadio Antiche Mura y que, por lo tanto, no debe confundirse con la sociedad que ya no existe.
Bajo el nombre de "US Città di Jesolo" ha jugado en numerosos campeonatos de la Serie D y un campeonato de la Serie C2.

## Historia
La empresa se llamaba anteriormente Lido di Jesolo, fundada en 1969 y adoptó los colores biancocelesti. Inscrito en el campeonato de Tercera Categoría, no debe confundirse con el histórico AC Jesolo que descendió de la Serie D en ese año. Mientras que en 1973 el AC Jesolo conquistó una histórica Copa Italiana Amateur, el Lido di Jesolo implementó una fusión con el tercer equipo de la costa, Adriatica. Comienza una larga aventura en los campeonatos amateurs de Veneto hasta que entra en el campeonato de Promozione en 1999, alcanzando su récord histórico.
En 2001 tomó el nombre de US Città di Jesolo, cambiando sus colores a negro-azul. Gracias a la adquisición del título deportivo AC Sandonà 1922, participa en el campeonato de Serie D.
Tras salvarse de los play-outs en la temporada 2003-04 al eliminar al Bolzano, en el siguiente campeonato el equipo blanquiazul dirigido por Giuliano Zoratti llegó a los play-offs logrando ganar la fase de grupos. Como aún no había una fase nacional, se compuso un ranking entre los nueve ganadores de los play-offs. El US Città di Jesolo gracias también a los títulos deportivos del ex AC Sandonà termina en lo más alto de la clasificación accediendo a la Serie C2.
En el primer campeonato profesional de su historia, los neroazzurri acaban en el decimoquinto puesto, obligados a play-out y derrotados por Olbia (1-2; 1-1). Otros campeonatos de la Serie D siguieron como protagonista, pero en las dos ocasiones en las que entró en los play-offs siempre fue eliminado en primera ronda.
Al final del campeonato de la Serie D 2009-2010, el club se trasladó a San Donà di Piave (Provincia de Venecia), tomando el nombre de SandonàJesolo Calcio y cambiando los colores del club a blanquiceleste. No cambia el número de serie FIGC 46220, que en realidad sigue siendo el histórico del AC Sandonà. El equipo SanDonàJesolo Calcio solía jugar en el Estadio Verino Zanutto de San Donà di Piave.

## Estadio
El campo de juego del Lido di Jesolo era el Campo Sportivo Giovanni XXIII, un campo de juego de césped de 102 mx 63 m, en Jesolo. Posteriormente se trasladó al Estadio Armando Picchi, un campo deportivo al aire libre con capacidad para 2000 espectadores con una superficie de césped de 105 m x 65 m. De 2010 a 2013 se había mudado al Estadio Verino Zanutto en San Donà di Piave. El estadio "Zanutto" acogió los partidos en casa del SandonàJesolo. La instalación tiene capacidad para 4.000 espectadores. Es un campo de juego abierto con césped que mide 105m x 64m.